# میشل عفلق

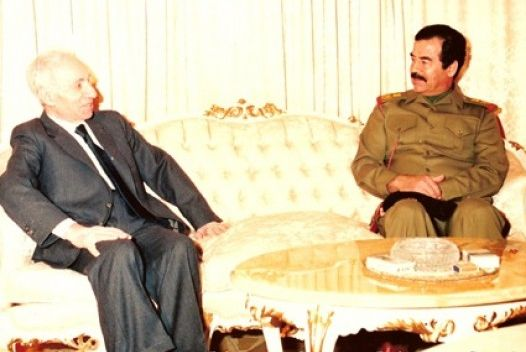
صدام حسین، رییس جمهور عراق در حال گفتگو با میشل عفلق در ۱۹۸۸.

میشِل عَفلَق (به عربی: میشیل عفلق) (زاده ۹ ژانویه ۱۹۱۰ در دمشق ــ درگذشته ۲۳ ژوئن ۱۹۸۹ در پاریس) فیلسوف، جامعه‌شناس، نظریه‌پرداز و فعال سیاسی ملی‌گرای عرب سوری بود. او تئوریسین و بنیان‌گذار جنبش بعثی «شکل سکولاری از ملی‌گرایی عربی» بود.
عفلق در سال ۱۹۴۷ با کمک «صلاح‌الدین البیطار» حزب پان عربی و سوسیالیستی بعث را تأسیس کرد. وی در دمشق در خانواده‌ای مسیحی از شاخه ارتودکس یونانی زاده شد و در سال ۱۹۴۹ به‌عنوان وزیر آموزش و پرورش برگزیده شد و تا چند سال در این منصب باقی‌ماند.
میشل عفلق در جهت یگانگی و ملی‌گرایی تند اعراب و رهایی از استعمار غربی تلاش زیادی کرد.
وی پس از آن در پی فشارهای سیاسی از سوریه رفت اما در سال ۱۹۵۴ به آن کشور بازگشت و نقش مهمّی را در اتّحاد با مصر در سال ۱۹۵۸ ایفا کرد.
به مرور زمان نیروهای جوان و تندرو چپگرای بعث به رهبری «صلاح جدید»، سیاست‌مداران باتجربه بعثی به رهبری میشل عفلق را متهم به محافظه‌کاری کردند. جوانان تندرو به سبب تحصیل در غرب، به ویژه پاریس، با اندیشه‌های مارکسیستی آشنا بودند و راه مبارزه با امپریالیسم را نفی سرمایه‌داری می‌دانستند و به ارزش‌ها و عناصر فرهنگ اسلامی و عربی توجه چندانی نداشتند. انتقاد آنان بر میشل عفلق این بود که وی «سوسیالیسم را به نفع ناسیونالیسم قربانی کرده‌است.»
عفلق پیوندی با حکومت بعثی نداشت و به‌رغم ناهمگونی اندیشه حزب بعث عراق با افکار عفلق، به‌خاطر فشارهایی که از سوی سوریه به عراق آمد، صدام، جایگاه خوبی را در حزب بعث عراق به وی داد تا بدین‌وسیله حزب بعث عراق را نسبت به حزب بعث سوریه قوی‌تر کند. این در حالی است که حزب بعث عراق هم به اعتراضات حزبی فراوان عفلق اهمیّت نمی‌داد. 
عفلق در سال ۱۹۸۹ درگذشت و دولت عراق، مراسم سوگواری باشکوهی را به برپا کرد.

## دیدگاه درباره اسلام
میشل عَفلَق، اندیشمند مسیحی عرب و بنیان‌گذار حزب بعث، خواهان احیای هویت ملی عربی بود، اما با چالشی اساسی روبرو شد: چگونه می‌توان آرمان‌های ناسیونالیسم عربی را با ارزش‌های جهانی اسلام – که در زندگی عرب‌ها ریشه‌دار است – هماهنگ کرد؟ پاسخ او این بود که اسلام را والاترین نمود عرب‌بودن معرفی کند: به باور او، عربیت و اسلام از یکدیگر برآمده‌اند و هیچ تضادی میان آن‌ها نیست. او استدلال می‌کرد که اسلام، از همان آغاز، نیازهای عرب را پاسخ داد، ارزش‌های او را مجسم کرد و باعث شد اعراب به فتح بخش بزرگی از جهان شناخته‌شده بپردازند.
عَفلَق – همچون برخی دیگر از مسیحیان عرب – اسلام را بیشتر به‌عنوان یک فرهنگ و جنبش تمدنی می‌دید تا یک دین الهی. این دیدگاه‌ها در سخنرانی‌های دانشگاهی‌اش در دمشق با انتقادات شدیدی از سوی مسلمانان متعهد روبرو شد که آن را توهین به وحی الهی تلقی می‌کردند. در عین حال، برخی مسیحیان نیز او را متهم به سازش‌کاری کردند و به طعنه «محمد عَفلَق» نامیدند.
عَفلَق که تحت تأثیر اندیشه‌های رادیکال هابزی و مارکسیستی بود، دین را «افیون توده‌ها» می‌دانست و معتقد بود که طبقات حاکم از دین برای حفظ نظم فاسد اجتماعی و جلوگیری از انقلاب مردم سوءاستفاده می‌کنند. او در سال ۱۹۵۶ نوشت که دین به ابزاری برای سرکوب و به خواب بردن توده‌ها تبدیل شده است.
با این حال، آنچه عَفلَق در اسلام می‌دید، یک جنبش انقلابی روحانی بود. او باور داشت که برخلاف ملت‌های دیگر، بیداری عربی با یک پیام دینی آغاز شده و بنابراین روحانیت عرب‌ها به‌طور مستقیم با اسلام گره خورده است. از نظر او، همان‌گونه که اسلام در زمان پیامبر یک حرکت انقلابی معنوی بود، ناسیونالیسم عربی نیز باید دومین انقلاب روحانی عرب‌ها باشد. به باور عَفلَق، همه عرب‌ها – چه مسلمان و چه غیرمسلمان – باید به روحانیت اسلام احترام بگذارند، حتی اگر به آن به عنوان یک دین ایمان نداشته باشند؛ خودش به‌عنوان یک مسیحی، به اسلام ارادت داشت.
او معتقد نبود که باید پیامبر اسلام را پرستید، بلکه همه عرب‌ها باید سعی کنند از او الگو بگیرند. به گفته خودش: «محمد همه عرب‌ها بود؛ بیایید امروز همه عرب‌ها را محمد کنیم.» در نگاه او، مسلمانان صدر اسلام مترادف با عرب‌ها بودند، زیرا تنها عرب‌ها بودند که در زمان پیامبر پیام اسلام را گسترش دادند. برخلاف عیسی، که صرفاً یک رهبر دینی بود، محمد هم رهبر دینی بود و هم سیاسی. بنابراین، سکولاریسم در جهان عرب نمی‌توانست مانند غرب باشد.
عَفلَق از همه عرب‌ها، مسلمان و غیرمسلمان، خواست که نقش اسلام در شکل‌گیری شخصیت عربی را تحسین کنند. اما تأکید داشت که نگاهش به اسلام صرفاً معنوی است و نباید این دین بر دولت یا جامعه تحمیل شود. حزب بعث، به گفته او، هم با بی‌خدایی مخالف بود و هم با بنیادگرایی؛ زیرا هرگونه افراطی‌گری را نشانه‌ای از «ایمان سطحی و دروغین» می‌دانست. در عین حال، او از سکولاریسم سیاسی حمایت می‌کرد و می‌گفت دولت بعثی باید بر پایه ناسیونالیسم عربی و اخلاقی چون آزادی بنا شود، نه بر پایه دین.
پس از مرگ عفلق، شایعاتی مبنی بر گرایش او به اسلام در جوامع عربی، به ویژه عراق منتشر شده بود. البته خانواده وی این ادعاها را تکذیب کرده بودند.